# Manduri (São Paulo)
Manduri é um município brasileiro situado no interior do estado de São Paulo. Localiza-se a uma latitude 23°00'12" sul e a uma longitude 49°19'19" oeste, estando a uma altitude de 710 metros. Sua população estimada em 2014 era de 9 529 habitantes. O município é formado pela sede e pelo distrito de São Berto.

## História
Manduri em tupi quer dizer ninho, feixe pequeno e também é o nome de uma certa espécie de abelhas.
Tem o apelido de "Capital do verde", por ter uma grande parte de seus 228,9 km² reflorestamentos de pinus e eucaliptos e neste território uma grande floresta estadual (horto) onde são realizadas muitas pesquisas na área de florestamento.
Com uma população relativamente pequena é uma cidade bem estruturada, já que boa parte da cidade é plana e onde não existem ruas ou seja, todas as suas vias são avenidas o que lhe confere um tráfego interno muito tranquilo.

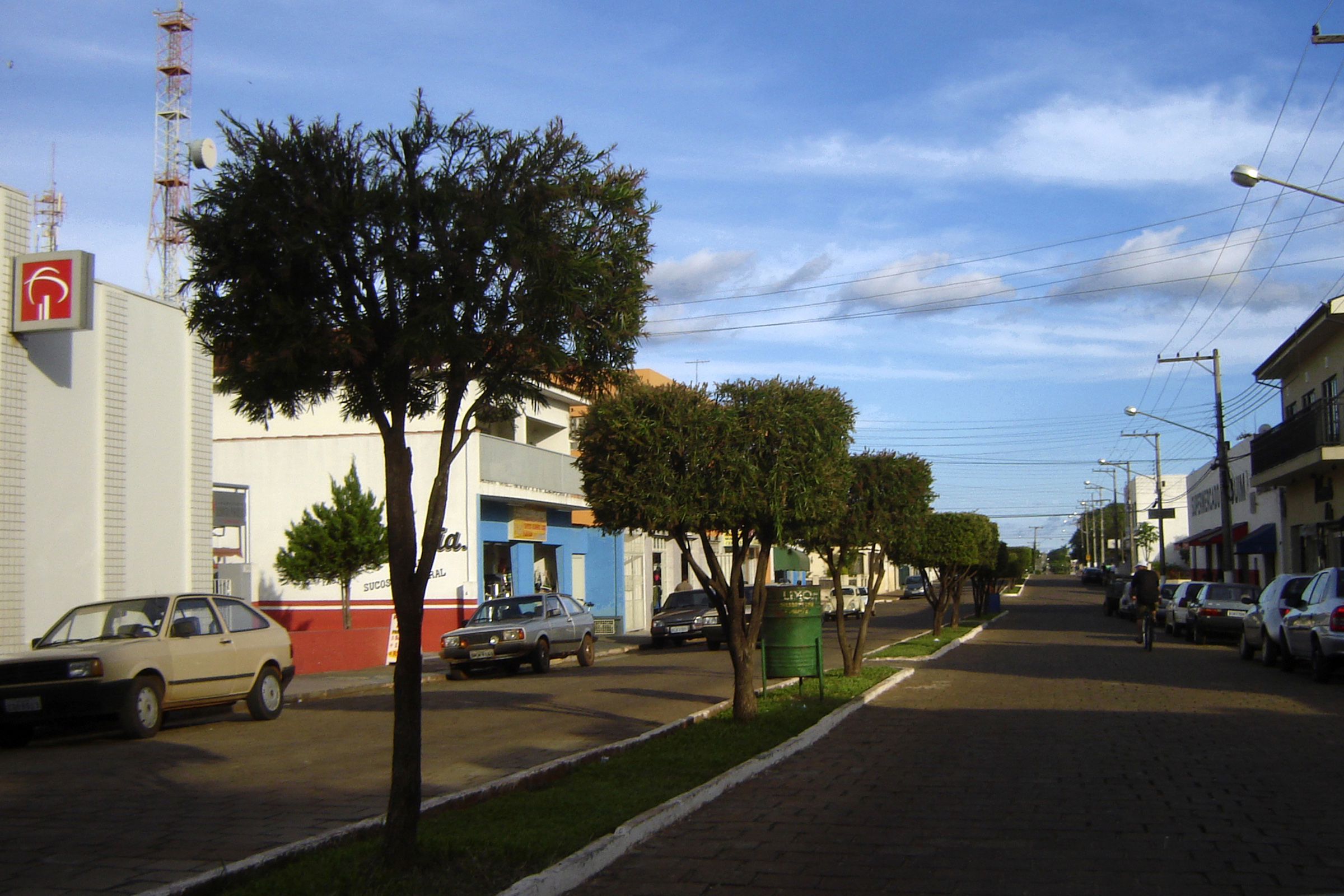
Uma das muitas avenidas (2010)

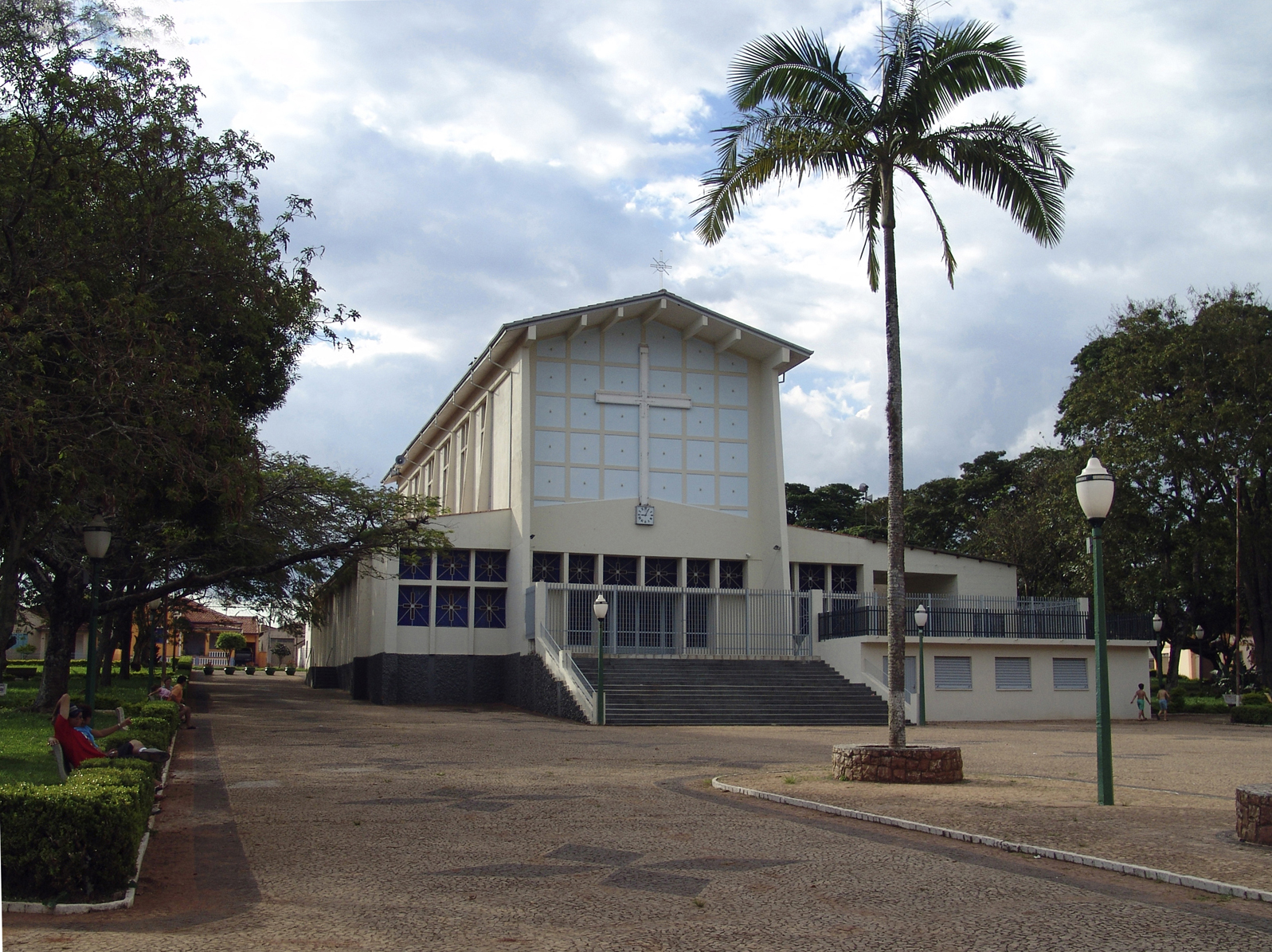
Matriz na praça central (2009)

## Demografia
Dados do Censo - 2000
População Total: 8.271
- Urbana: 6 371
- Rural: 1 900
- Homens: 4 228
- Mulheres: 4 043

Densidade demográfica (hab./km²): 36,13
Mortalidade infantil até 1 ano (por mil): 18,05
Expectativa de vida (anos): 70,09
Taxa de fecundidade (filhos por mulher): 2,41
Taxa de Alfabetização: 90,94%
Índice de Desenvolvimento Humano (IDH-M): 0,772
- IDH-M Renda: 0,693
- IDH-M Longevidade: 0,752
- IDH-M Educação: 0,871

(Fonte: IPEADATA)

## Geografia
Possui uma área de 228,866 km².

### Localização
Manduri se localiza no sudoeste paulista.
Suas cidades vizinhas são:
- Nordeste: Águas de Santa Bárbara
- Sul: Piraju
- Leste: Cerqueira César
- Noroeste: Óleo

### Hidrografia
- Rio Paranapanema

### Horto florestal
O município de Manduri possui um horto florestal com 1485 ha, acesso pela estrada de Manduri a Óleo. Nele há muitas espécies de plantas e animais, ajudando na preservação da natureza.
- Horto de Manduri no WikiMapia
- Floresta Estadual

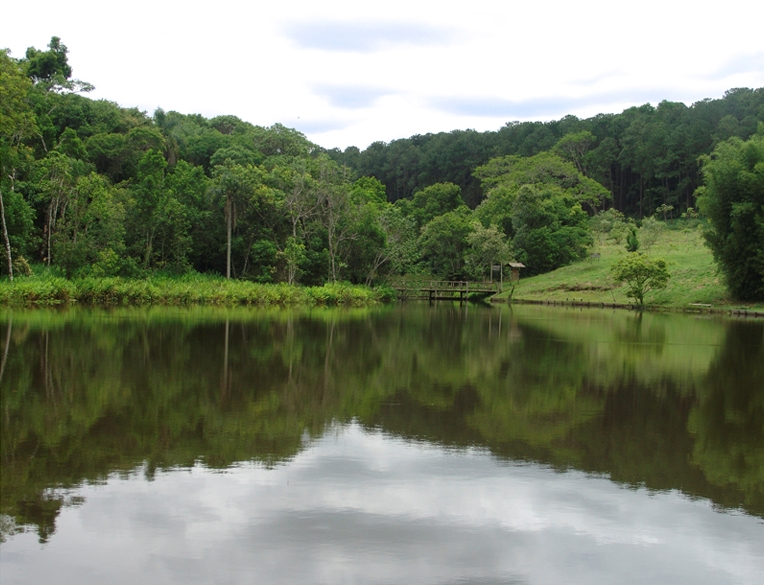
Horto Florestal em Manduri
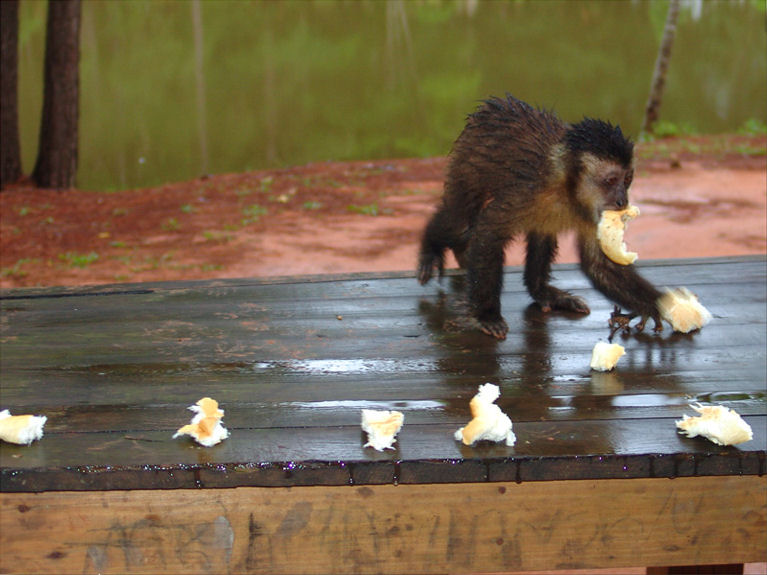
Macaco-prego no horto
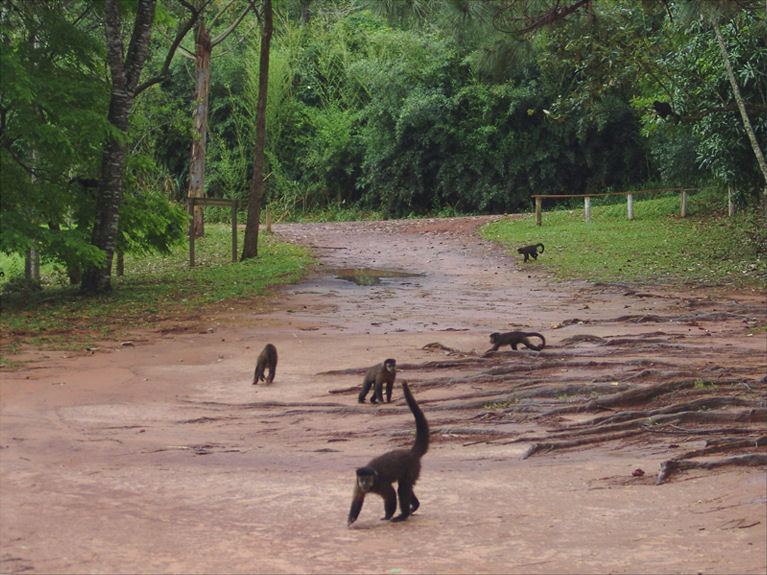
Macaco-prego no horto
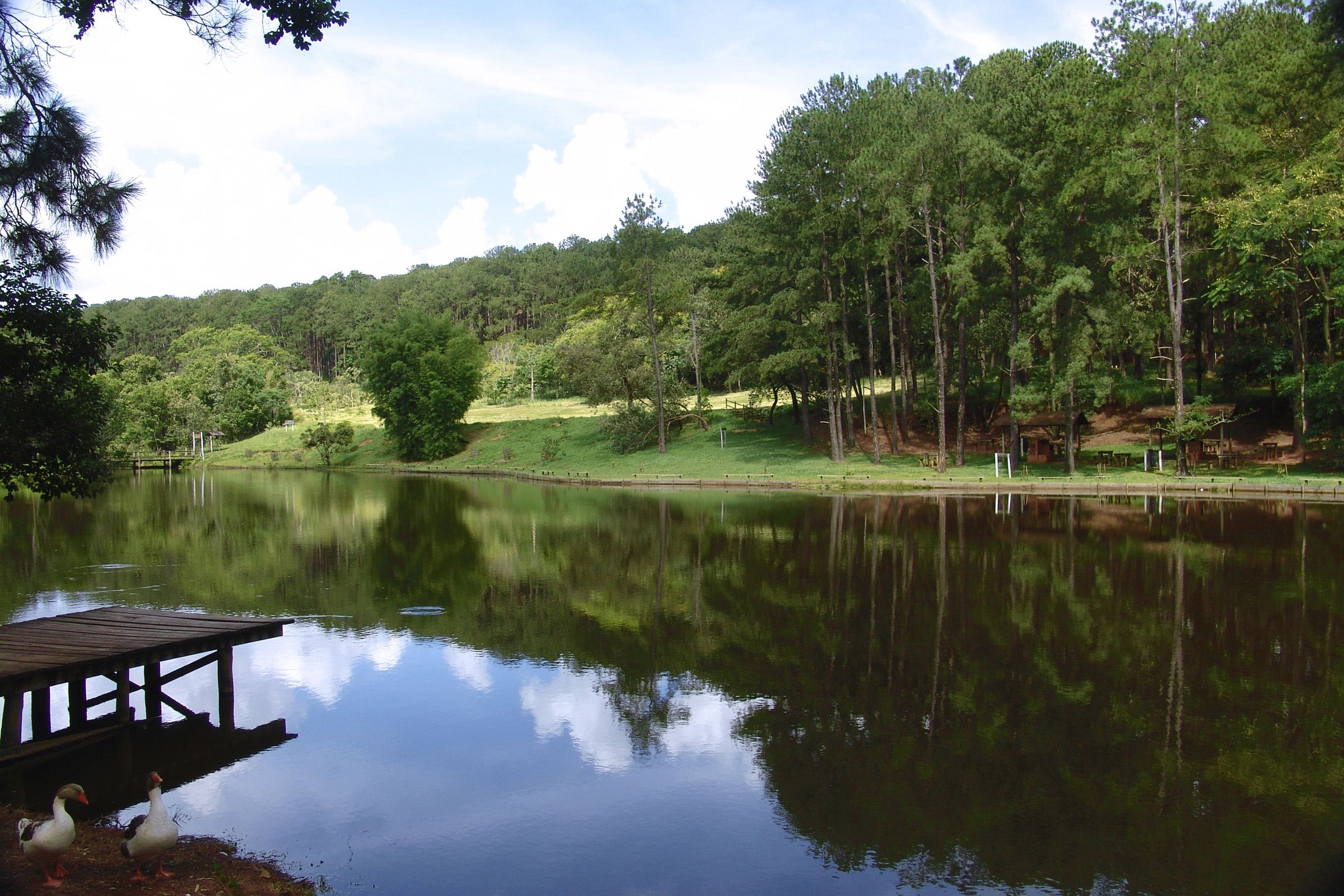
Horto em Manduri

## Infraestrutura

### Comunicações

#### Telefonia
O sistema de telefones automáticos foi inaugurado na cidade em 1975 pela Telecomunicações de São Paulo (TELESP), que também implantou o sistema de discagem direta à distância (DDD) em 1988 com o código de área (0143). Anteriormente a cidade era atendida pela Companhia Telefônica Brasileira (CTB).
Na década de 90 o código DDD da cidade foi alterado para (014), para padronização do sistema telefônico com a telefonia celular que estava sendo implantada em todo o estado.

#### Imprensa
- Radio Cidade Verde FM
- Radio Jovem Pan

## Administração
- Prefeito: José Onivaldo Justi (DEM) (2021/2024)
- Vice-prefeito: Emilio da Silva Blasio (PL)

### Prefeitos
| Prefeito                    | Início | Fim  |
| --------------------------- | ------ | ---- |
| Pedro Primo Orcesi          | 1945   | 1947 |
| Sebastião Ramos             | 1947   | 1947 |
| Pedro Primo Orcesi          | 1948   | 1951 |
| Isidoro Achille Costa       | 1952   | 1955 |
| Zoroastro Alves             | 1956   | 1959 |
| Miguel Marvullo             | 1960   | 1963 |
| Pedro Primo Orcesi          | 1964   | 1968 |
| Benjamin Nicolau Rufca      | 1969   | 1972 |
| José Marvullo               | 1973   | 1976 |
| Benedito Reinaldo de Castro | 1977   | 1982 |
| Marinho Marvullo            | 1983   | 1988 |
| Benedito Reinaldo de Castro | 1989   | 1992 |
| Luis Antonio Cinel          | 1992   | 1992 |
| Marinho Marvullo            | 1993   | 1996 |
| Luis Delfino Alonso         | 1997   | 2000 |
| José Henrique Lovato        | 2001   | 2007 |
| Luis Antonio Cinel          | 2007   | 2012 |
| Paulo Roberto Martins       | 2013   | 2016 |
| Paulo Roberto Martins       | 2017   | 2020 |
| José Onivaldo Justi         | 2021   | 2024 |

## Símbolos municipais

### Brasão
O verde simboliza os vastos campos, isto é, na linguagem tupi Campo Largo. As abelhas douradas denominadas Manduri, que são abundantes na região, simbolizam ainda sabedoria, ordem e trabalho. O campo de prata, metal nobre, simboliza a nobreza e a fé em Santo Antônio. O touro, simboliza a pecuária e a força de vontade. A coroa de ouro, é símbolo da emancipação político-administrativa do município. Os ramos de café, representam a cultura. E o listel vermelho, é datado o ano de 1907, este é o ano da criação do distrito.

## Religião
O Cristianismo se faz presente na cidade da seguinte forma:

### Igreja Católica
- A igreja faz parte da Diocese de Ourinhos.[11]

### Igrejas Evangélicas
Entre as igrejas protestantes históricas, pentecostais e neopentecostais, encontram-se na cidade:
- Assembleia de Deus Ministério do Belém.[14][15]
- Congregação Cristã no Brasil.[16]

## Galeria

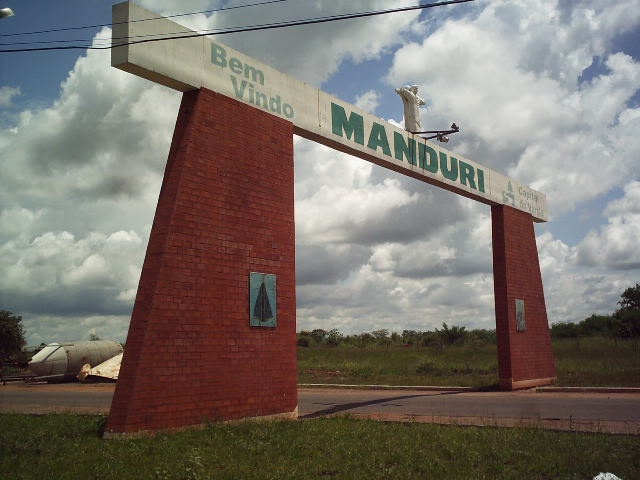
Portal na entrada (2010)
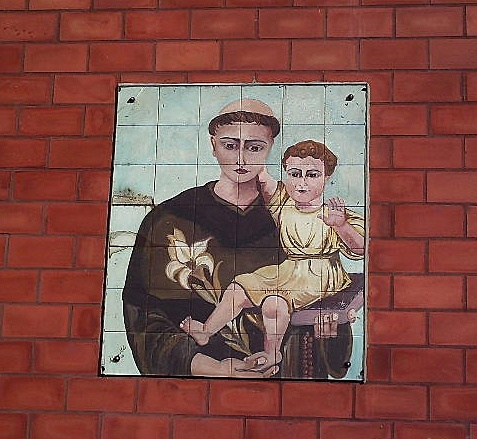
Detalhe no portal, quadro do padroeiro da cidade, Santo Antônio (2010)
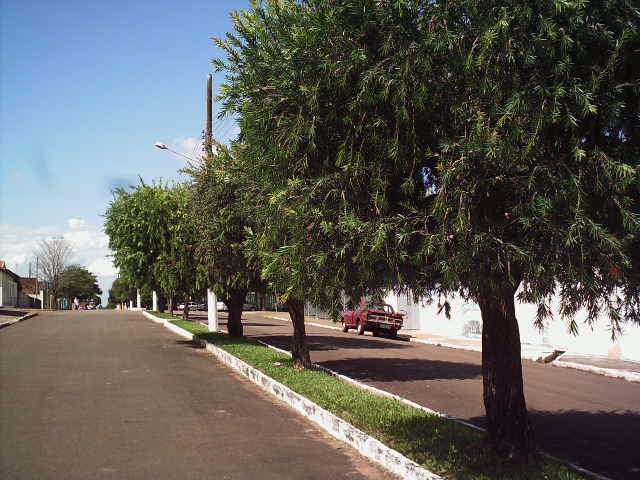
Detalhe de uma, das muitas ruas arborizadas
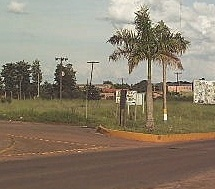
Trevo Manduri - Águas de Sta. Bárbara (2010)
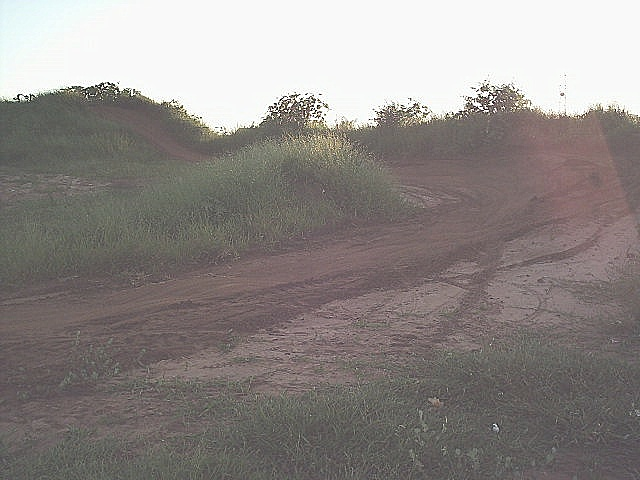
Pista de motocross